# Melidia claudiae
Melidia claudiae Massa, 2015 è un  insetto ortottero della famiglia Tettigoniidae, diffuso nell'Africa centrale.

## Descrizione

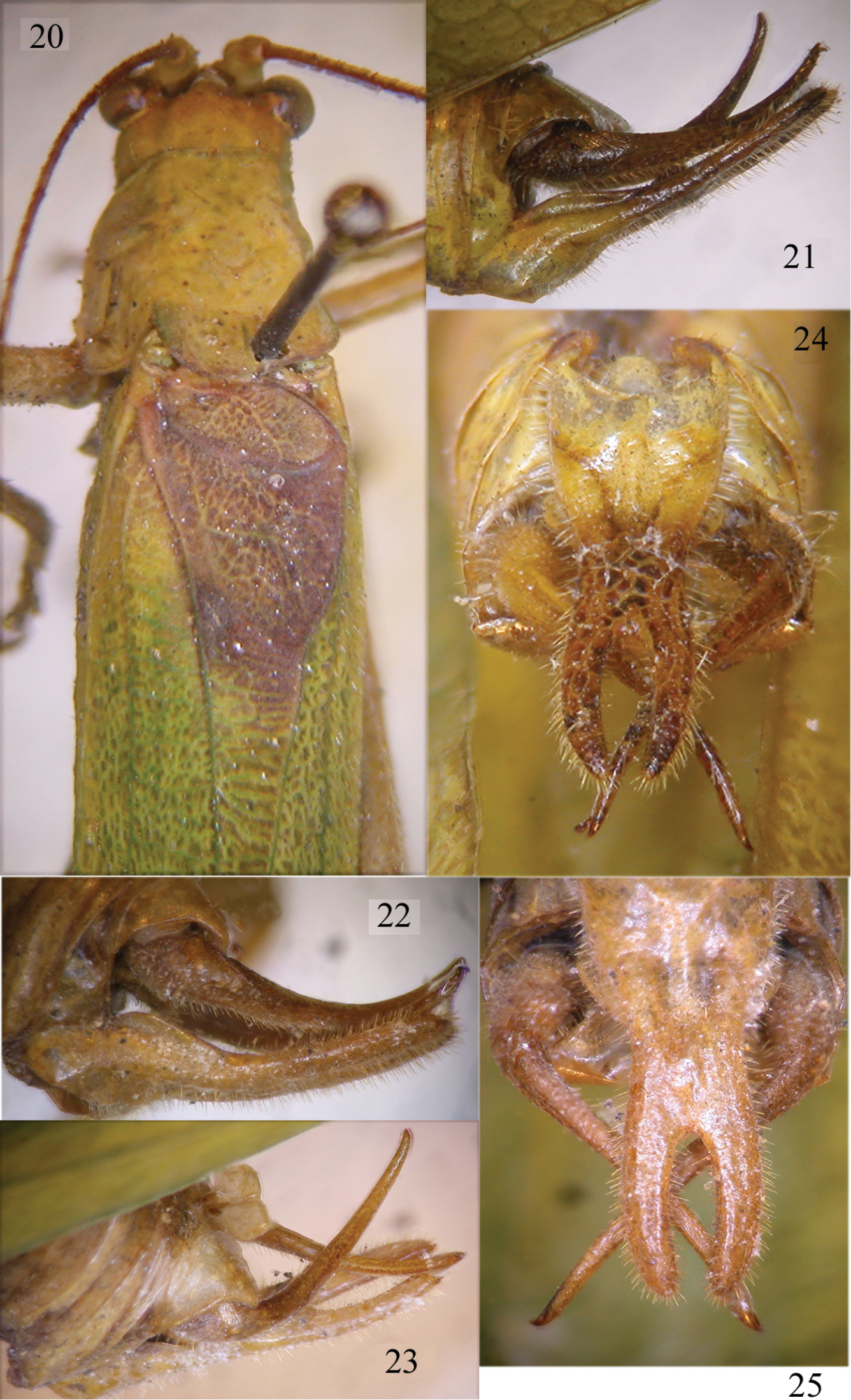
Testa, pronoto e tegmine viste dall'alto (20), vista laterale dei cerci e della piastra sub-genitale (21–22-23), vista ventrale della piastra sub-genitale (24-25).

La livrea di questo ortottero è uniformemente giallastra, con tegmine verdi e antenne brunastre. In posizione di riposo le ali sporgono fuori dalle tegmine. La regione stridulatoria della tegmina sinistra è di colore bruno. L'addome è giallastro con strisce verticali brune sul margine posteriore dei tergiti; la piastra sub-genitale è lunga e profondamente divisa in due lobi ricurvi.

## Distribuzione e habitat
La specie è diffusa nella Repubblica Democratica del Congo.